# Campionat de Catalunya de futbol 1927-1928
La temporada 1927-28 del Campionat de Catalunya de futbol fou la vint-i-novena edició de la competició. Fou disputada la temporada 1927-28 pels principals clubs de futbol de Catalunya.

## Primera Categoria

### Classificació final
| Pos | Equip            | PJ | PG | PE | PP | GF | GC | DG  | Pts | Classificació  |
| --- | ---------------- | -- | -- | -- | -- | -- | -- | --- | --- | -------------- |
| 1   | FC Barcelona (C) | 14 | 12 | 0  | 2  | 56 | 11 | +45 | 24  | Campió         |
| 2   | CE Europa        | 14 | 12 | 0  | 2  | 51 | 20 | +31 | 24  |                |
| 3   | RCD Espanyol     | 14 | 11 | 1  | 2  | 30 | 11 | +19 | 23  |                |
| 4   | CE Sabadell      | 14 | 4  | 3  | 7  | 25 | 30 | −5  | 11  |                |
| 5   | FC Badalona (R)  | 14 | 4  | 2  | 8  | 18 | 40 | −22 | 10  | Descens (Nota) |
| 6   | UE Sants         | 14 | 2  | 5  | 7  | 15 | 34 | −19 | 9   |                |
| 7   | Terrassa FC      | 14 | 3  | 1  | 10 | 16 | 32 | −16 | 7   |                |
| 8   | Gràcia FC (R)    | 14 | 1  | 2  | 11 | 14 | 47 | −33 | 4   | Descens (Nota) |

El FC Barcelona s'emporta el títol, en un dels campionats més disputats, en dura lluita amb l'Espanyol i l'Europa. Barcelona i Europa van quedar empatats a punts al final i van haver de jugar un partit de desempat per decidir el campió.
| FC Barcelona | 1 - 0 | CE Europa |
| ------------ | ----- | --------- |
| Ramon        |       |           |

 Camp de Les Corts, Barcelona
Àrbitre: Fausto Martín        
El Gràcia va haver de disputar la promoció davant el campió de Primera B, eliminatòria que no va servir de res per què el club perdé la categoria per la reducció de clubs que patí la mateixa al final de la temporada. El Badalona fou el segon club que perdé la categoria per aquest motiu. Per decidir els clubs que perdien la categoria es va fer una classificació en funció de l'historial de les darerres cinc temporades.

### Resultats finals
- Campió de Catalunya: FC Barcelona
- Classificats per Campionat d'Espanya: FC Barcelona i CE Europa
- Descensos: FC Badalona i Gràcia FC
- Ascensos: Cap (es va reduir la categoria)

## Segona Categoria
| Pos | Equip               | PJ | PG | PE | PP | GF | GC | DG  | Pts | Classificació   |
| --- | ------------------- | -- | -- | -- | -- | -- | -- | --- | --- | --------------- |
| 1   | CE Júpiter (C)      | 14 | 9  | 1  | 4  | 30 | 19 | +11 | 19  | Campió          |
| 2   | FC Martinenc        | 14 | 8  | 2  | 4  | 20 | 17 | +3  | 18  |                 |
| 3   | UE Sant Andreu      | 14 | 8  | 2  | 4  | 29 | 21 | +8  | 18  |                 |
| 4   | Iluro SC            | 14 | 7  | 1  | 6  | 26 | 25 | +1  | 15  |                 |
| 5   | Club Gimnàstic      | 14 | 6  | 2  | 6  | 20 | 18 | +2  | 14  |                 |
| 6   | CE Manresa          | 14 | 5  | 3  | 6  | 28 | 27 | +1  | 13  |                 |
| 7   | Atlètic de Sabadell | 14 | 5  | 0  | 9  | 18 | 29 | −11 | 10  |                 |
| 8   | FC Lleida           | 14 | 1  | 3  | 10 | 19 | 34 | −15 | 5   | Promoció (Nota) |

El CE Júpiter es proclamà campió de Primera B i disputà la promoció d'ascens amb el darrer de Primera A. El FC Lleida disputà la de descens.
| Gràcia FC                                    | 5 - 3 | CE Júpiter               |
| -------------------------------------------- | ----- | ------------------------ |
| Roig p. · Prats · Santamaria · Solé · Huerva |       | Lavilla · Lavilla · Ortí |

 Camp de la UE Sants, Barcelona
| Gràcia FC | 0 - 1 | CE Júpiter |
| --------- | ----- | ---------- |
|           |       | Diego      |

 Camp del FC Badalona, Badalona
El Gràcia obtingué la classificació per goal-average en els dos partits però al final no va servir de res per què el club perdé la categoria per la reducció de clubs que patí la mateixa al final de la temporada.

## Tercera Categoria
El tercer nivell del Campionat de Catalunya de futbol estigué format per els campionats provincials de Barcelona, Girona i Tarragona.
A la demarcació de Barcelona el torneig fou anomenat enguany Campionat de Promoció, sovint esmentat, però, com Grup de Promoció. Hi participaren un total de 25 equips repartits en cinc grups seguint criteris de proximitat:
- Grup de Llevant: Atlètic Club del Turó, Batlló, Catalunya de Les Corts, FC Artiguenc-Llevant, Popular d'Arenys, FC Canet i FC Poble Nou
- Grup del Centre: Granollers SC, UA d'Horta, SC Mollet, FC Ripollet, Vic FC i US Atlètic Fortpienc
- Grup de Ponent A: FC Santboià, Santfeliuenc FC, Hospitalenc i FC Güell
- Grup de Ponent B: Alumnes Obrers de Vilanova, FC Vilafranca, US Vilafranca i Sitges
- Grup de l'Interior: Joventut Terrassenca, Flor de Lis, UE Sant Vicenç i CE Súria

Els campions foren l'Alumnes Obrers de Vilanova, Granollers SC, Atlètic Club del Turó i Joventut Terrassenca. Els quatre s'enfrontaren pel campionat de Barcelona de la categoria en una lligueta tots contra tots en la qual l'Alumnes Obrers de Vilanova es proclamà campió.
L'Associació d'Alumnes Obrers i el FC Lleida, darrer classificat de Primera B, disputaren la promoció per la darrera plaça a la categoria:
| FC Lleida | 0 - 0 | Alumnes Obrers de Vilanova |
| --------- | ----- | -------------------------- |
|           |       |                            |

 Camp del Gimnàstic, Tarragona
| FC Lleida | 2 - 5 | Alumnes Obrers de Vilanova |
| --------- | ----- | -------------------------- |
|           |       |                            |

 Camp del Gimnàstic, Tarragona
L'Associació d'Alumnes Obrers guanyà la promoció i assolí l'ascens. La reestructuració que patí la categoria la següent temporada salvà el Lleida del descens.
Al campionat de Girona participaren els clubs Unió Sportiva Bisbalenca, Portbou FC, FC Palafrugell, Olot FC, Ceida, Palamós SC, L'Escala FC i Unió Sportiva de Figueres. El FC Palafrugell es proclamà campió.
Al campionat de Tarragona hi participaren el Reus Deportiu, FC Tarragona, Athletic Vallenc i FC Vendrell. El campió fou el FC Tarragona.
Aquesta temporada no es disputà la fase final del Campionat de Catalunya de tercera categoria (dit de segona) entre els diversos campions catalans. En canvi es disputà la Copa Catalunya amb la participació dels clubs de Primera B i els principals clubs del grup de promoció de Barcelona, Tarragona i Girona. La competició es dividí en tres grups amb la participació de:
- Grup primer: FC Tarragona, Gimnàstic de Tarragona, Alumnes Obrers de Vilanova, Reus Deportiu, CE Júpiter i UE Sant Andreu.
- Grup segon: CE Manresa, FC Martinenc, Atlètic Club del Turó i FC Lleida.
- Grup tercer: Granollers SC, Iluro SC, Portbou FC, Ceida de Sant Feliu de Guíxols, FC Palafrugell i Atlètic FC de Sabadell.

Gimnàstic, Manresa i Palafrugell foren els tres campions de cada grup. Aquests s'enfrontaren en la lligueta final per decidir el campió. El FC Palafrugell es proclamà campió de la Copa Catalunya.